# فريدة الفاسي
فريدة الفاسي هي عالمة مغربية في مجال العلوم الفيزيائية ، احتلت المرتبة الثانية عربيًا وأفريقياً ضمن قائمة العلماء العرب

## مسيرتها
والأفارقة الأكثر تأثيراً وذلك وفقاً لــــ Alper Doger Scientific Index ، عام 2021م ، وذلك لانجازاتها العلمية الكبيرة في مجال الفيزياء. والفاسي بروفيسور في قسم الفيزياء بجامعة محمد الخامس بالرباط ، كرست جل وقتها لدراسة العلوم الفيزيائية والبحث عن اكتشافات جديدة في عالم الجزيئيات والفيزياء النووية لأكثر من (26) عاماً. وهي تعد أحد أهم العلماء في العالم العربي وأفريقيا.

## الشهادات العلمية[4][5]
حصلت الفاسي علي بكالوريوس في الفيزياء من جامعة عبدالمالك السعدي -المغرب - 1994م. ثم حصلت علي الماجستير في العلوم 1999م ، والدكتوراة في فيزياء الجسيمات من جامعة فالنسيا بإسبانيا عام 2002م. حصلت على شهادتي دكتوراه حول الفيزياء النووية والجسيمات في المجلس الوطني للبحوث بإسبانيا (CSIC).

## الريادة العلمية[6][7]
التحقت الفاسي بفريق في فالنسيا يتكون من فريق علماء يضم (34) دولة للعمل علي مشرع فيزيائي ضخم. والفاسي هي إحدي المؤسسات لمشروع" الاستراتيجية الأفريقية للفيزياء الأساسية والتطبيقية ASFAP " وهذا المشروع بمثابة خارطة طريق للنهوض بالفيزياء وتطبيقاتها في أفريقيا.
الفاسي ضمن لائحة الباحثين الذين انجزوا الجانب التجريبي لإثبات نظرية العالمين "فرانسو إنغلبرت Francois Englert و بيتر هيغز Peter Higgs واللذان فازا بجائزة نوبل للفيزياء عن هذه النظرية عام 2013م وهو اكتشاف يعد الأهم في مجال الفيزياء للقرن الواحد والعشرون. الفاسي عضو الجمعية العربية للفيزياء ، ومشاركة في مشرع أطلس في سيرن CERN،

## جوائز
حاصلة علي الجائزة الوطنية للتميز النسائي، وتم انتخابها زميلًا للأكاديمية الأفريقية للعلوم 2020م
القت الفاسي العديد من المحاضرات والندوات العلمية في عدة معاهد وجامعات علي مستوي العالم، عادت إلي المغرب عام 2014م رغبة منها في نشر العلم والمعرفة الفيزيائية بين صفوف الطلبة المغاربة ايماناً منها بأن العلم يلعب دوراً مهماً في عملية التنمية.